# Aziatische auto in 1964
Dit artikel geeft een overzicht van alle Aziatische personenwagens geproduceerd in 1964 door een belangrijke autoconstructeur. De auto's staan alfabetisch gerangschikt per merk. Hier staan enkel Aziatische merken, ongeacht of ze eigendom zijn van een niet-Aziatisch concern. Ook gaat het om constructeurs die algemeen bekend zijn met auto's die algemeen voor het publiek verkrijgbaar zijn. 
| Beijing |                  | concern:      | Onafhankelijk |
| Beijing | divisie:         |               |               |
| Beijing | merk:            | Beijing China |               |
| Beijing | model:           | BJ 212        |               |
| Beijing | einde productie: | 1993          |               |
| Beijing | productieaantal: | ?             |               |

| Hino Motors |                  | concern:             | Onafhankelijk |
| Hino Motors | divisie:         |                      |               |
| Hino Motors | merk:            | Hino Motors Japan    |               |
| Hino Motors | model:           | Contessa 1300 PD 100 |               |
| Hino Motors | einde productie: | 1969                 |               |
| Hino Motors | productieaantal: | ?                    |               |

| Mazda |                  | concern:    | Onafhankelijk |
| Mazda | divisie:         |             |               |
| Mazda | merk:            | Mazda Japan |               |
| Mazda | model:           | Familia     |               |
| Mazda | einde productie: | 1966        |               |
| Mazda | productieaantal: | ?           |               |

| Mitsubishi |                  | concern:         | Onafhankelijk |
| Mitsubishi | divisie:         |                  |               |
| Mitsubishi | merk:            | Mitsubishi Japan |               |
| Mitsubishi | model:           | Debonair         |               |
| Mitsubishi | einde productie: | 1985             |               |
| Mitsubishi | productieaantal: | ?                |               |

| Prince |                  | concern:        | Onafhankelijk |
| Prince | divisie:         |                 |               |
| Prince | merk:            | Prince Japan    |               |
| Prince | model:           | Skyline 2000 GT |               |
| Prince | einde productie: | 1969            |               |
| Prince | productieaantal: | ?               |               |

| YLN |                  | concern:   | Onafhankelijk |
| YLN | divisie:         |            |               |
| YLN | merk:            | YLN Taiwan |               |
| YLN | model:           | 801        |               |
| YLN | einde productie: | 1973       |               |
| YLN | productieaantal: | ?          |               |